# Papilio polyxenes
Papilio polyxenes är en fjärilsart som beskrevs av Fabricius 1775. Papilio polyxenes ingår i släktet Papilio och familjen riddarfjärilar. Inga underarter finns listade i Catalogue of Life.

## Bildgalleri

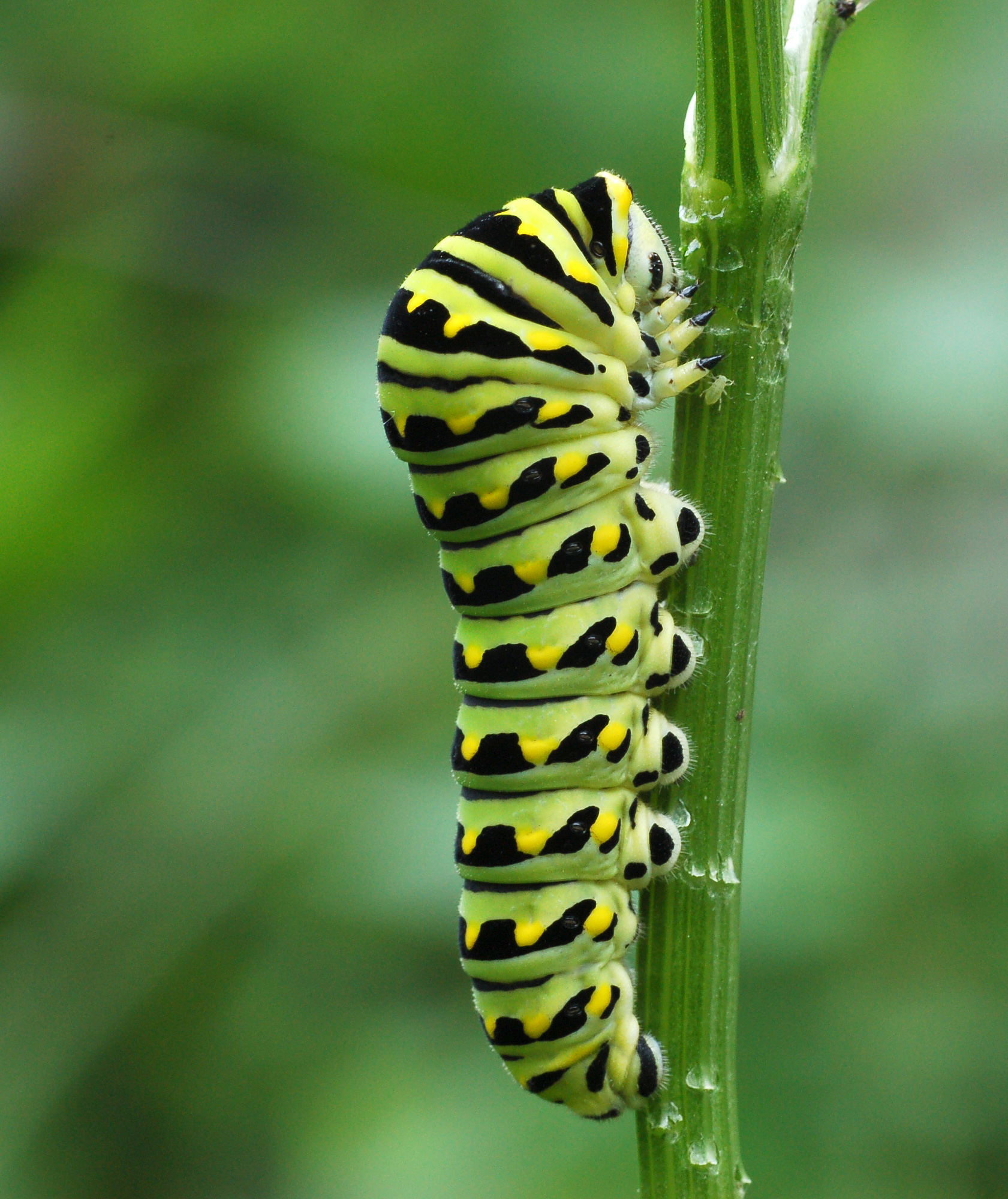
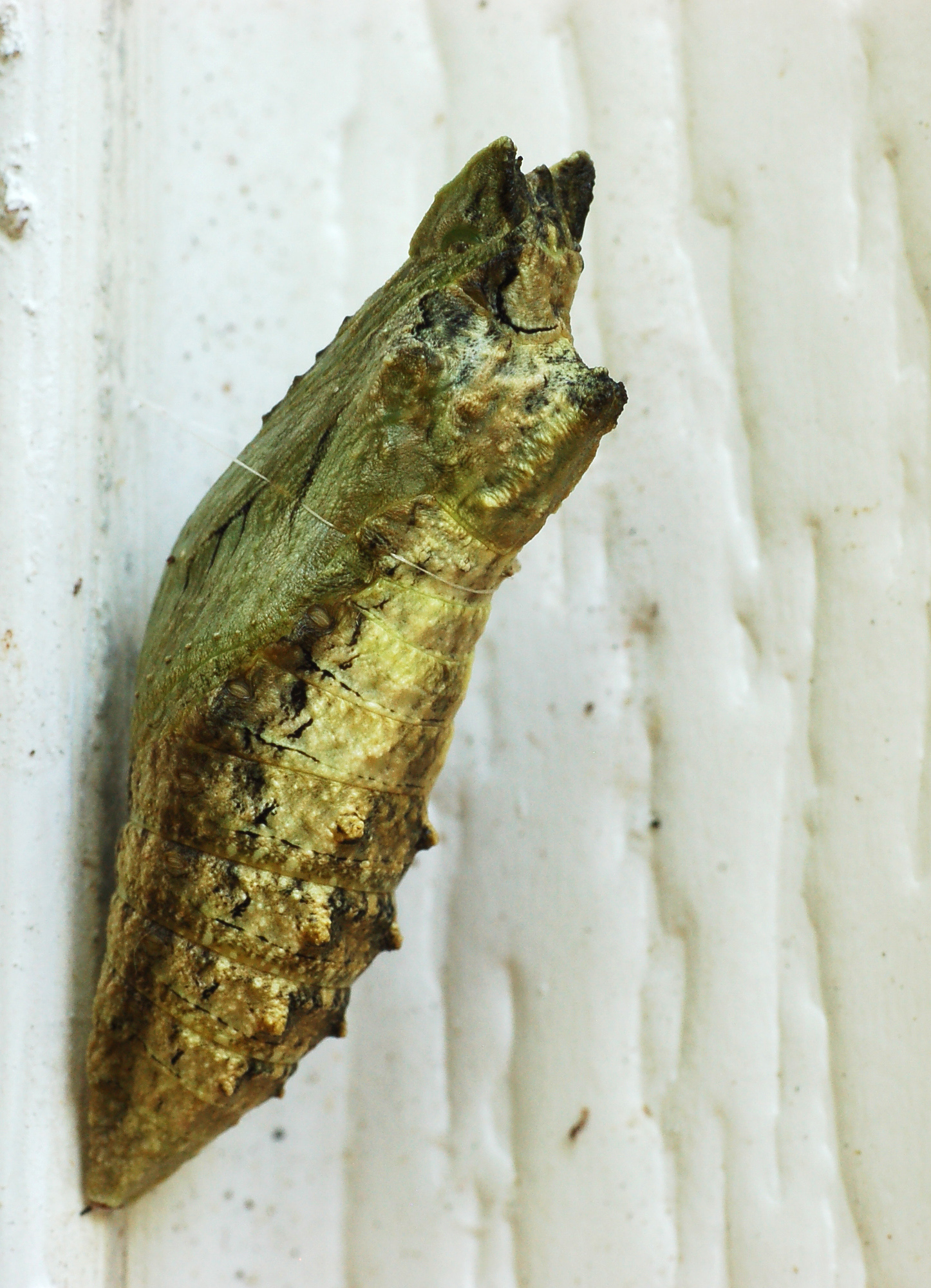
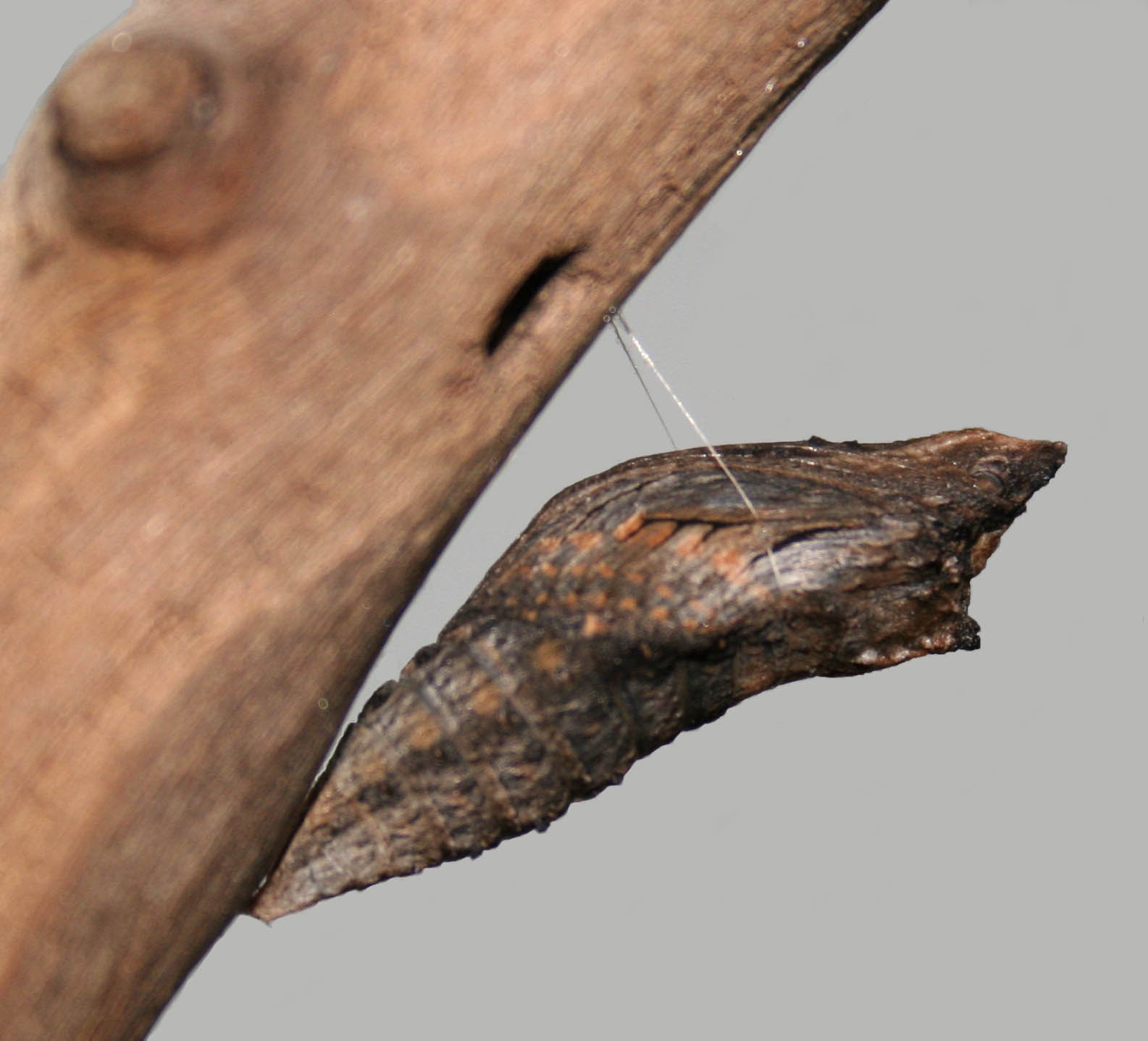
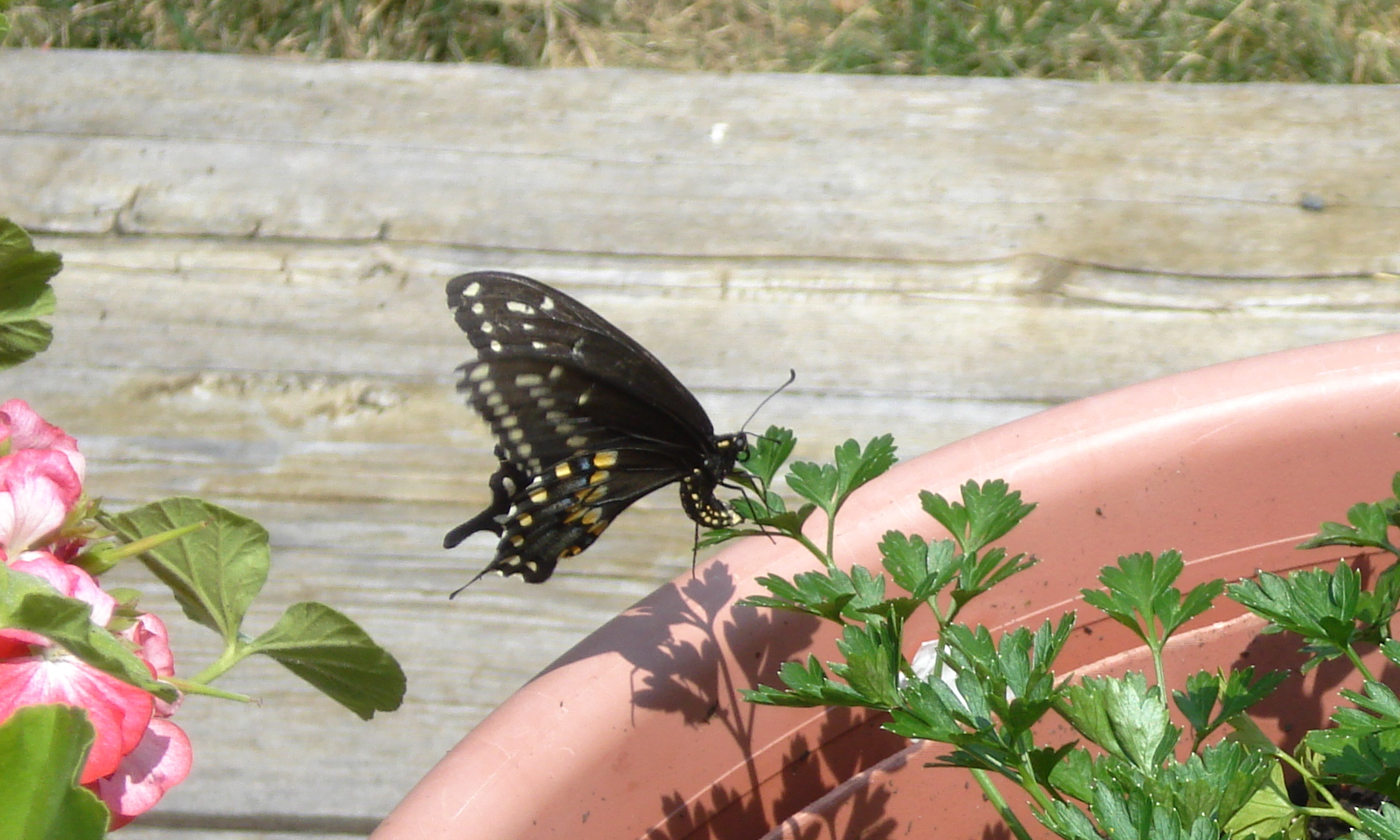
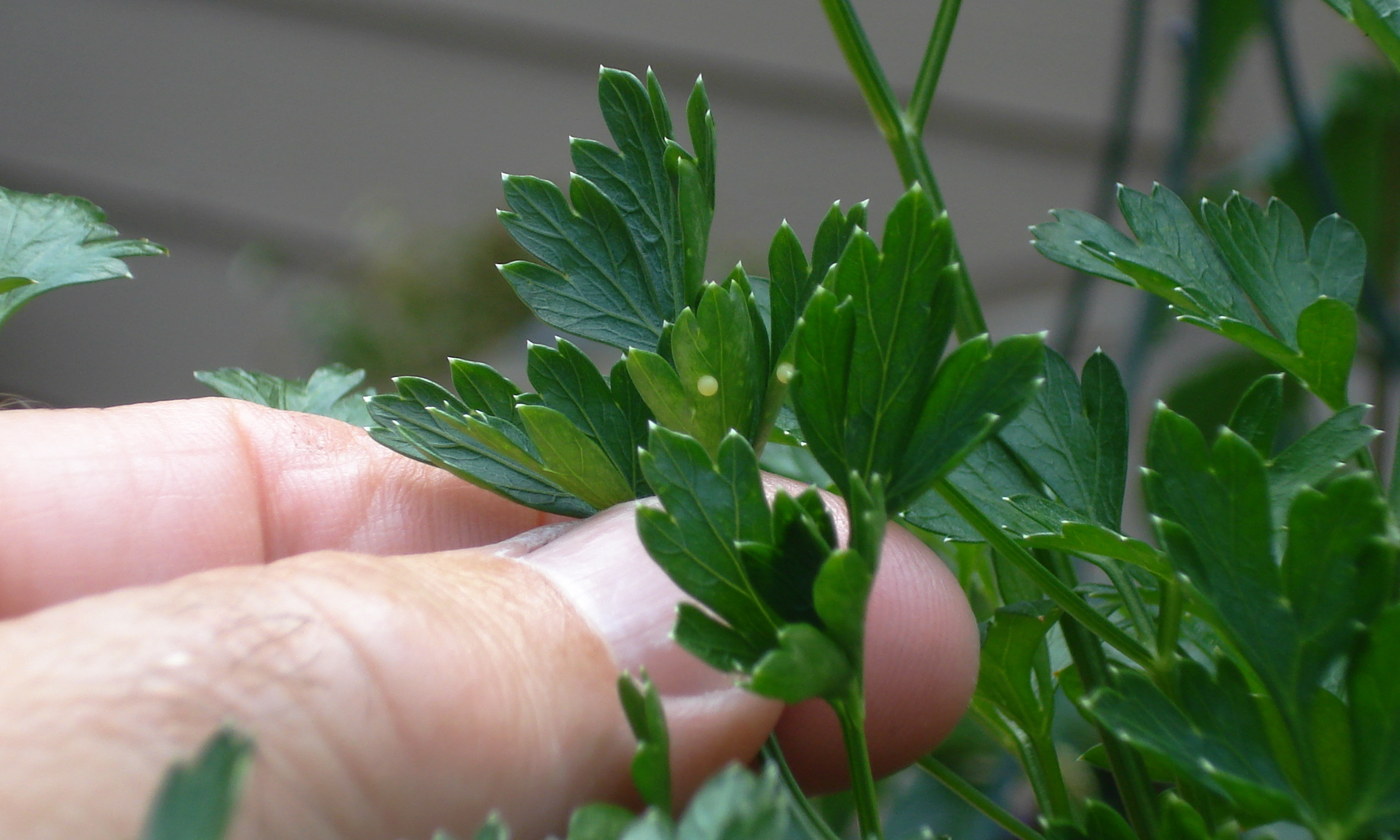
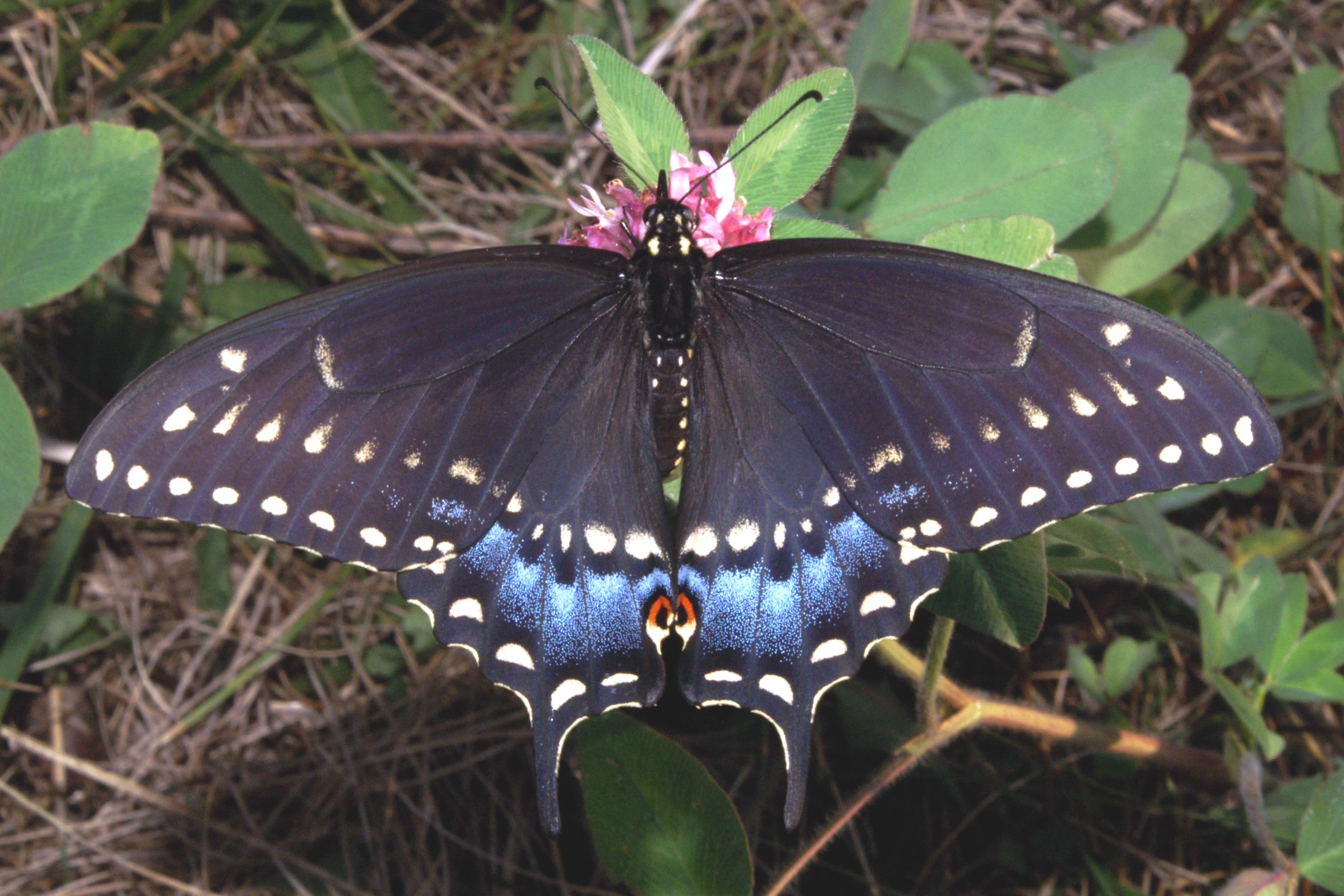